# Borja de Sant Ponç
Borja de Sant Ponç és un monument del municipi de Corbera de Llobregat (Baix Llobregat) inclòs en l'Inventari del Patrimoni Arquitectònic de Catalunya.

## Descripció
Es tracta de construccions rurals fetes de pedra seca, de planta circular i coberta de volta feta a partir d'aproximació de filades. Les pedres són de grans dimensions, sense treballar i a la porta trobem una llinda monolítica. Aquestes dues cabanes de vinya estan a la mateixa partida Romagosa, molt properes entre si.

## Història
Si bé resulta difícil datar-les, podem dir que aquesta tipologia de cabana existeix a les valls i vessants de la riera de Rafamans i de Corbera. Possiblement són anteriors a 1840- 1850, quan es deixà de conrear degut a la fil·loxera.